# Дембець (Західнопоморське воєводство)
Дембець (пол. Dębiec, нім. Eichhorst) — село в Польщі, у гміні Ліп'яни Пижицького повіту Західнопоморського воєводства.
Населення — 42 особи (2011).
У 1975-1998 роках село належало до Щецинського воєводства.

## Демографія
Демографічна структура станом на 31 березня 2011 року:
|          | Загалом | Допрацездатний вік | Працездатний вік | Постпрацездатний вік |
| -------- | ------- | ------------------ | ---------------- | -------------------- |
| Чоловіки | 21      | 4                  | 16               | 1                    |
| Жінки    | 21      | 1                  | 16               | 4                    |
| Разом    | 42      | 5                  | 32               | 5                    |